# 林文健
林文健，JP（1972年—），香港醫生及公務員，現任香港衛生署署長。

## 簡歷
林文健中學時就讀喇沙書院，於1989年畢業。1997年7月加入衞生署任職醫生，於2008年8月晉升為首長級公務員的首席醫生。其後2013年7月晉升為衞生署助理署長，再於2020年6月晉升為衞生署副署長。
2021年1月29日，衞生防護中心進行架構重整，林文健接替黃加慶出任衞生防護中心總監。同年9月21日再接替退休前休假的陳漢儀出任衛生署署長，15個月內連升三級職位。